# NGC 7322
NGC 7322 (другие обозначения — NGC 7334, PGC 69365, ESO 405-33, MCG -6-49-10) — галактика в созвездии Журавль.
Этот объект занесён в новый общий каталог несколько раз, с обозначениями NGC 7322, NGC 7334.
Этот объект входит в число перечисленных в оригинальной редакции «Нового общего каталога».